# Liste des cathédrales du Cameroun

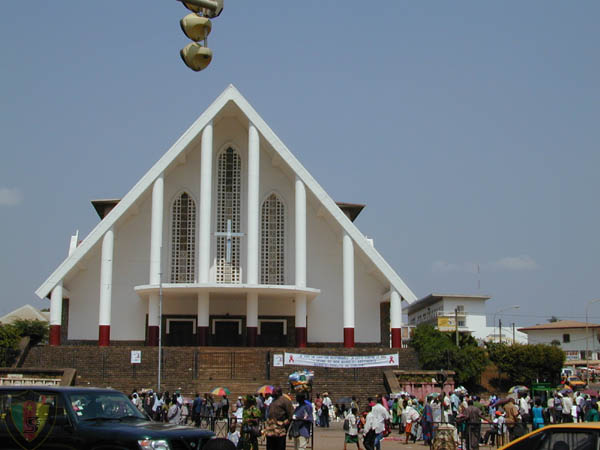
Cathédrale Notre Dame des Victoires à Yaoundé

Cet article recense les 27 cathédrales du Cameroun.

## Liste
| Ville             | Nom                                             | Région                   |
| ----------------- | ----------------------------------------------- | ------------------------ |
| Akono             | Cathédrale Notre-Dame-des-Sept-Douleurs         | Région du Centre         |
| Bafang            | Cathédrale du Cœur-Immaculé-de-Marie            | Région de l’Ouest        |
| Bafia             | Cathédrale Saint-Sébastien                      | Région du Centre         |
| Bafoussam         | Cathédrale Saint-Joseph                         | Région de l’Ouest        |
| Bamenda           | Cathédrale Saint-Joseph                         | Région du Nord-Ouest     |
| Batouri           | Cathédrale Notre-Dame-de-l’Immaculée-Conception | Région de l’Est          |
| Bertoua           | Cathédrale de la Sainte-Famille                 | Région de l’Est          |
| Buéa              | Cathédrale Regina-Pacis                         | Région du Sud-Ouest      |
| Buéa              | Cathédrale de la Divine-Miséricorde             | Région du Sud-Ouest      |
| Douala            | Cathédrale Saint-Pierre-et-Saint-Paul           | Région du Littoral       |
| Doumé Abong-Mbang | Cathédrale Saint-Pierre-et-Saint-Paul           | Région de l’Est          |
| Doumé Abong-Mbang | Co-cathédrale du Sacré-Cœur                     | Région de l’Est          |
| Ebolowa           | Cathédrale Saint-Anne-et-Saint-Joachim          | Région du Sud            |
| Edéa              | Cathédrale du Sacré-Cœur                        | Région du Littoral       |
| Eséka             | Cathédrale Notre-Dame-de-Fátima                 | Région du Centre         |
| Garoua            | Cathédrale Sainte-Thérèse                       | Région du Nord           |
| Kribi             | Cathédrale Saint-Joseph                         | Région du Sud            |
| Kumbo             | Cathédrale Sainte-Thérèse                       | Région du Nord-Ouest     |
| Mamfé             | Cathédrale Saint-Joseph                         | Région du Sud-Ouest      |
| Maroua –Mokolo    | Cathédrale Notre-Dame-de-l’Assomption           | Région de l’Extrême-Nord |
| Mbalmayo          | Cathédrale du Saint-Rosaire                     | Région du Centre         |
| Ngaoundéré        | Cathédrale Notre-Dame-des-Apôtres               | Région de l’Adamaoua     |
| Nkongsamba        | Cathédrale de l’Immaculée-Conception            | Région du Littoral       |
| Obala             | Cathédrale Notre-Dame-du-Mont-Carmel            | Région du Centre         |
| Sangmélima        | Cathédrale Saint-Joseph                         | Région du Sud            |
| Yagoua            | Cathédrale Sainte-Anne                          | Région de l’Extrême-Nord |
| Yaoundé           | Cathédrale Notre-Dame-des-Victoires             | Région du Centre         |
| Yokadouma         | Cathédrale Marie-Reine-de-la-Paix               | Région de l’Est          |